# Salatí
Salatí ist eine Ortschaft und eine Parroquia rural („ländliches Kirchspiel“) im Kanton Portovelo der ecuadorianischen Provinz El Oro. Die Parroquia besitzt eine Fläche von 150,3 km². Die Einwohnerzahl lag im Jahr 2010 bei 1027.

## Lage
Die Parroquia Salatí liegt in den westlichen Anden im Süden von Ecuador. Der Río Ambacos, linker Quellfluss des  
Río Pindo, fließt entlang der südlichen und westlichen Grenze. Der Río Negro sowie der Río Luis, rechter Quellfluss des Río Pindo, begrenzen das Gebiet im Norden und im Nordwesten. Der 1250 m hoch gelegene Ort Salatí befindet sich 10 km ostsüdöstlich des Kantonshauptortes Portovelo. Die Straße Portovelo–El Cisne führt an Salatí vorbei.
Die Parroquia Salatí grenzt im Nordwesten an die Parroquia Portovelo und im Norden an die Parroquias Curtincápac und Morales. Im Osten, im Süden und im Westen grenzt die Parroquia Salatí an die Provinz Loja. Die Parroquia Salatí grenzt im Osten und im Süden an die Parroquias Gualel und El Cisne (beide im Kanton Loja), im Südwesten an die Parroquia Guayquichuma (Kanton Catamayo) sowie im Westen an die Parroquia El Rosario (Kanton Chaguarpamba).

## Orte und Siedlungen
Neben dem Hauptort Salatí gibt es in der Parroquia 9 Barrios: Ojeda, Viñamao, Ambocas, Tarapal, Chunchi, Porotillo, Los Amarillos, Tacuri und El Guayabo. Des Weiteren gibt es folgende Sitios: Los Linderos, Puente de Ambocas, 28 de Mayo, La Alborada und Chunchi Alto.

## Geschichte
Die Parroquia Salatí wurde am 16. Januar 1945 im Kanton Zaruma gegründet. Am 5. August 1980 wurde das Verwaltungsgebiet Teil des neu geschaffenen Kantons Portovelo.